# Bitwa pod Almonacid de Toledo
Bitwa pod Almonacid de Toledo – starcie zbrojne, które miało miejsce 11 sierpnia 1809 roku podczas wojen napoleońskich.

## Bitwa
Po bitwie pod Talavera de la Reyna francuski generał Sebastiani (20 000 żołnierzy) uderzył na hiszpańską armię generała Venegasa (28 000 żołnierzy).
Do decydujących walk doszło na prawym skrzydle armii Sebastianiego, obsadzonym przez wojska polskie. 7 i 9 Pułki Piechoty Księstwa Warszawskiego uderzyły czołowo na pozycję na wzgórzu przed zamkiem bronioną przez silniejsze liczebnie wojska hiszpańskie. 7. pułk, otoczony ze wszystkich stron kawalerią hiszpańską, z trudem odparł atakujących. W walce na bagnety Polacy pokonali nieprzyjaciela i zdobyli jego pierwszą pozycję. Jednak na drugiej nieprzyjaciel stawiał zacięty opór. Pułkownik Maciej Sobolewski, szef 7. pułku, został śmiertelnie ranny podrywając żołnierzy do szturmu na baterię hiszpańską. Jego ostatnie słowa brzmiały: „Nic to, nic! Dalej! Naprzód dzieci...”. Zginął też major Stanisław Łuba, szef batalionu 9. pułku, ale pozycja została zdobyta w chwili, gdy adiutant Sebastianiego dostarczył wezwanie do odwrotu.
Tak pisał o polskich stratach kronikarz 9. pp, Józef Kozłowski: „Pułk 9-ty stracił w zabitych oficerach, jak następuje: szefa batalionu 1-go, Sielskiego, kapitanów: Kownackiego, grenadyerów, Zalewskiego i Stablewskiego, poruczn. grenad. Gorzyńskiego. Pułk 7-my prócz pułkownika Sobolewskiego, jak nadmieniłem wyżej, utracił podpułkownika Łubę, porucznika Gajewskiego i Wiśniewskiego, kapitana. Pułk 4-ty także utracił oficerów, lecz nie pamiętam ich nazwisk. Cała zaś dywizya polska straciła przeszło trzystu żołnierzy w zabitych. Ja, co to piszę, odbierając jak wyżej wzmiankowaną górę przedzamkową, dostałem mocną kontuzyę od kuli karabinowej w lewe ramię, która uderzyła w szlifę opuszczoną na ramieniu. Gdyby nie ta zasłona, możeby ramię była strzaskała”.  
W tym samym czasie polscy ułani 1. pułku Legii Nadwiślańskiej, dowodzeni przez płk. Jana Konopkę, rozbili jazdę hiszpańską i wyszli na tyły armii Venegasa. Hiszpanie zostali zmuszeni do odwrotu w kierunku gór Sierra Morena.
Zwycięstwo armii francusko-polskiej w okolicach miasta Almonacid de Toledo uchroniło Madryt przez jednoczesnym uderzeniem armii hiszpańskiej Venegasa i armii angielskiej generała Wilsona. W bitwie Hiszpanie stracili 2000 zabitych i 3000 jeńców, natomiast Francuzi i Polacy stracili 1500 zabitych i rannych.